# Olivia Anna Livki
Olivia Anna Livki, wł. Olivia Anna Schnitzler (ur. 2 kwietnia 1984 w Opolu), znana także jako LiVKi – niemiecka artystka polskiego pochodzenia, wokalistka, kompozytorka, autorka tekstów, basistka, aranżerka, producentka i reżyserka.

## Życiorys
Olivia Anna Livki urodziła się w Opolu, wychowała w Villingen-Schwenningen w Niemczech. Jej matka (polska piosenkarka) i ojciec (niemiecki inżynier) poznali się w Jordanii. Rodzina zamieszkała w Schwarzwaldzie, gdy Olivia miała 6 lat.
W 2004 roku ukończyła Gymnasium am Hoptbühl i po przerwanych studiach reżyserskich przeprowadziła się do Berlina, gdzie w 2008 roku ukończyła studia na kierunkach filmoznawstwo, literatura ogólna i filologia angielska na Wolnym Uniwersytecie Berlina.
Od tego momentu pracuje jako muzyk.
Jako dziecko uczyła się gry na fortepianie. W wieku 17 lat rozpoczęła naukę gry na gitarze basowej i rozwijanie umiejętności wokalnych. Wśród wczesnych wpływów wymienia afroamerykańskich artystów takich jak Aretha Franklin, John Lee Hooker i Dr. Dre oraz twórców filmowych: Alfreda Hitchcocka, Billy’ego Wildera, Orsona Wellesa czy Stanleya Kubricka.
W wieku 16 lat zrealizowała film krótkometrażowy poświęcony Holokaustowi Unbetitelt (“Bez Tytułu“) oparty na pamiętnikach Janusza Korczaka, który był pokazywany i nagradzany m.in. na niemieckich festiwalach filmowych.
W 2009 roku Olivia Anna Livki ukończyła pierwszy materiał demo The Smiling Face Of Progress oraz wyreżyserowała i wyprodukowała wideoklipy do piosenek Hologram (w technice animacji stop-motion) oraz “Girl vs. City” (zapis występu live). W lipcu tego samego roku wystąpiła z koncertami w Berlinie i Nowym Jorku. W 2010 roku powstały pierwsze nagrania studyjne do debiutanckiego albumu. Aby go w pełni sfinansować, wzięła udział w polskim talent show dla muzyków z autorskimi piosenkami, wzbudzając entuzjazm zarówno u jurorów, mediów, jak i publiczności. Wiele mediów nazwało ją „objawieniem” oraz „objawieniem alternatywnego popu”. Zapis występu artystki w programie stał się internetową sensacją.
W ciągu kilku dni jej wideoklipy Hologram i Tennis Rackets odtworzono razem około 300 000 razy.
W 2011 roku Livki założyła w Berlinie niezależną wytwórnię płytową LIVV Music. 9 listopada zagrała jako support przed koncertem Lenny’ego Kravitza w Warszawie. Tego samego dnia ukazał się debiutancki concept-album The Name Of This Girl Is. Materiał został w całości skomponowany, zaaranżowany i wyprodukowany przez artystkę. Miksy wykonali amerykańscy producenci Patrick Dillett i Ron Allaire, a oprawę graficzną według pomysłu Livki stworzył szkocki rysownik Iain Sommerville. Na płycie znalazły się m.in. trzy utwory z pierwszych materiałów demo i dwa wykonane w telewizyjnym talent show. Album zebrał pochlebne recenzje wśród krytyków i publiczności. Dystrybucja była prowadzona przez stronę internetową artystki. Karolina Korwin-Piotrowska opisywała entuzjastycznie Livki i The Name of This Girl Is w książce Bomba. Alfabet polskiego szołbiznesu (The Facto 2013). Piosenka z albumu Tennis Rackets znalazła się na ścieżce filmowej filmu Big Love (2012).
W lipcu 2012 roku Olivia Anna Livki podpisała kontrakt licencyjny z wytwórnią EMI, w tym samym roku wydając rozszerzoną wersję debiutu The Name of This Girl Is – Extended.
Album promował między innymi singiel Abby Abby! (Choir Girl Remix), który osiągnął sukces internetowy zbierając ponad 400 tysięcy wyświetleń na Youtube.
Występowała m.in. w Polsce, Berlinie, Nowym Jorku, Londynie, Pradze, Tokio oraz na festiwalach Off Festival 2011 i 2015, Coke Live Music Festival 2011, Soundrive Festival 2012 i Reeperbahn Festival 2014.
W 2014 roku współpracowała z producentem amerykańskim Sterlingiem Foxem nad singlem Dark Blonde Rises, który został wydany pod jej drugim pseudonimem artystycznym LiVKi w USA przez niezależną wytwórnię Silver Scream Records.
W 2015 roku został wydany drugi w pełni autorski album pt. Strangelivv. Single Geek Power (zainspirowany aktywistką Malala Yousafzai) i Subways uzbierały ponad 89 000 oraz ok. 28 500 wyświetleń na Youtube.
W 2016 roku Livki wydała nieoficjalne EP I Am Carthago Pt.1 elektronicznie w Niemczech. Singiel Noke znalazł się na kompilacji Listen to Berlin 2016/17.
4 marca 2020 Livki wydała singel Spectacular, promujący jej nową płytę Digital Dissidents, która ukazała się 16 kwietnia 2020.

## Dyskografia
Albumy studyjne
- 2011: The Name of This Girl Is Wydawca: LIVV Music[9]
- 2012: The Name of This Girl Is – Extended Wydawca: EMI /Warner Music Poland[28]
- 2015: Strangelivv Wydawca: LIVV / Warner Music Poland[29]
- 2016: EP I Am Carthago pt.1 Wydawca: LIVV Music[9]
- 2020: Digital Dissidents Wydawca: LIVV Music[30]

Single
- Tel Aviv (LIVV 2011)
- Tennis Rackets / Song For The TV (LIVV 2011)
- Abby Abby! (Choir Girl Remix) (EMI Music Poland 2012)
- Earth Moves (EMI Music Poland 2013)
- Blood Ponies (EMI Music Poland 2013)
- Dark Blonde Rises (Silver Scream Records 2014)
- Geek Power (Warner Music Poland 2015)
- Subways (Warner Music Poland 2015)
- Noke (LIVV 2016)
- Spectacular (LIVV 2020)

Kompilacje
- Big Love: Milosc Do utraty tchu OST (EMI Music Poland 2012)[14]
- Listen to Berlin 2016/17 (Berlin Music Commission 2016)[26]
- Listen to Berlin 2019/20 (Berlin Music Commission 2019)[31]

Notowane utwory
| Tytuł         | Rok  | Pozycja na liście | Album                    |
| Tytuł         | Rok  | RDC               | Album                    |
| ------------- | ---- | ----------------- | ------------------------ |
| „Earth Moves” | 2013 | 22                | The Name of This Girl Is |

## Wideoklipy
- Hologram (2009)
- Tennis Rackets (2009)
- Abby Abby! (Choir Girl Remix) (2012)
- Earth Moves (2013)
- Blood Ponies (2013)
- Geek Power (2015)
- Subways (2015)
- Noke (2016)
- Spectacular (2020)